# 中莱茵足球协会
中莱茵足球协会（德語：Fußball-Verband Mittelrhein，简称中莱茵足协(FVM)）是中莱茵地区1,147个足球俱乐部、343,381位注册球员和7,658支参赛球队的伞式组织，其覆盖范围包括亚琛、贝格、波恩、迪伦、奥伊斯基兴、海因斯贝格、科隆、莱茵-埃尔夫特和锡格共9个足球县区。它是在1946年以“莱茵行政区足球协会（Fußball-Verband Rheinbezirke）”的名义成立，并自1951年起改用现名，现为德国足球协会辖下的21个州级协会之一，总部设于亨内夫。
中莱茵足协也是西德足球协会的组成部分，后者作为德国的五大地区级协会，其成员还包括下莱茵和威斯特法伦的州级足协。